# Rivière Sénescoupé
La rivière Sénescoupé coule dans les municipalités de Saint-Hubert-de-Rivière-du-Loup (MRC de Rivière-du-Loup) et de Saint-Clément (MRC Basques), dans la région administrative du Bas-Saint-Laurent, au Québec, au Canada.
La rivière Sénescoupé est un affluent de la rive ouest de la rivière des Trois Pistoles laquelle coule vers le nord jusqu'au littoral sud-est du fleuve Saint-Laurent où elle se déverse dans la municipalité de Notre-Dame-des-Neiges, dans la municipalité régionale de comté (MRC) des Basques

## Géographie
La rivière Sénescoupé prend sa source au du lac de la Grande Fourche (altitude : 308 m), situé dans la municipalité de Saint-Hubert-de-Rivière-du-Loup, au cœur des monts Notre-Dame. Ce lac est renommé pour sa villégiature, sauf la partie sud qui comporte une importante zone de marais. Ce lac est situé au sud-est du littoral sud-est de l'estuaire Maritime du Saint-Laurent, au sud-est du centre du village de Saint-François-Xavier-de-Viger, au sud du hameau Grandbois et à l'est du centre du village de Saint-Hubert-de-Rivière-du-Loup.
Le lac de la Grande Fourche reçoit du côté ouest les eaux de la rivière Saint-Hubert laquelle s'approvisionne au lac Saint-Hubert et des eaux de la décharge du lac à Bergeron (venant du sud).
À partir du lac de tête, la rivière Sénescoupé coule sur environ 23 km à travers le massif des Appalaches, répartis selon les segments suivants :
- vers le nord-est dans Saint-Hubert-de-Rivière-du-Loup, en coupant le chemin Tâché-Ouest, jusqu'à la rue Principale Nord (route 291) qu'elle coupe au nord-ouest du centre du village de Saint-Hubert-de-Rivière-du-Loup ;
- vers le nord-est, en recueillant les eaux du cours d'eau Paré (venant du sud), du cours d'eau Caron (venant du sud) et du cours d'eau Beaulieu (venant du sud), jusqu'à la route des Sauvages ;
- vers le nord, en traversant la route du 1er rang Est, jusqu'à la limite de Saint-Clément ;
- vers le nord-est, en recueillant les eaux du cours d'eau du Moulin et en suivant (du côté nord) le parcours du chemin du rang Sainte-Anne, jusqu'à la confluence du ruisseau (venant du sud) ;
- vers le nord, jusqu'au pont de la rue du Pont qu'elle coupe à 1,0 km au sud-est du centre du village de Saint-Clément ;
- vers le nord, jusqu'à sa confluence.

La rivière Sénescoupé se déverse sur la rive gauche de la rivière des Trois-Pistoles en aval du pont Beaulieu (chemin de la Grande Ligne) et en amont de la route du pont de la rue Principale Est. Cette confluence est située au nord-est du centre du village de Saint-Clément et en amont de la confluence de la rivière Mariakèche ;

## Toponymie
Le toponyme « rivière Sénescoupé » est reconnu comme étant d'origine malécite, mais sa signification reste inconnue. Plusieurs anciens documents attestent que les Malécites (apparentés aux Abénaquis) disposaient d'une station saisonnière près de l'île Verte, non loin de Rivière-du-Loup. La réserve a porté le nom de « L'Isle-Verte », et plus tard celui de Viger. Du nord au sud, les Malécites vivaient entre les rives du fleuve Saint-Laurent jusqu'à la baie de Fundy, ainsi qu'au Nouveau-Brunswick et dans le Maine. Actuellement, plus d'une centaine de Malécites vivent au Québec et disposent d'un territoire dans le canton de Whitworth au sud de Rivière-du-Loup et d'un petit lot à Saint-Georges-de-Cacouna.
La graphie francisée de ce terme amérindien est fixée depuis 1855, la preuve étant un plan du canton de Denonville dressé par l'arpenteur Larue. Les principales variantes répertoriées dans d'anciens documents sont : Senescoupe, Sénescoop, Sanescoupe et Kénescoupe, sans toutefois s'imposer dans l'usage populaire. Cette rivière a aussi été désignée "Grande Fourche" qui était dérivé du toponyme du lac de tête.
Le toponyme « rivière Sénescoupé » a été officialisé le 5 décembre 1968 à la Commission de toponymie du Québec.